# Wheatland (Californië)
Wheatland is een plaats (city) in de Amerikaanse staat Californië, en valt bestuurlijk gezien onder Yuba County.

## Demografie
Bij de volkstelling in 2000 werd het aantal inwoners vastgesteld op 2275.
In 2006 is het aantal inwoners door het United States Census Bureau geschat op 3580, een stijging van 1305 (57,4%).

## Geografie
Volgens het United States Census Bureau beslaat de plaats een oppervlakte van
2,0 km², geheel bestaande uit land. Wheatland ligt op ongeveer 35 m boven zeeniveau.

## Plaatsen in de nabije omgeving
De onderstaande figuur toont nabijgelegen plaatsen in een straal van 24 km rond Wheatland.